# Myriopus paniculatus
Myriopus paniculatus är en strävbladig växtart som först beskrevs av Adelbert von Chamisso, och fick sitt nu gällande namn av Feuillet. Myriopus paniculatus ingår i släktet Myriopus och familjen strävbladiga växter. Utöver nominatformen finns också underarten M. p. spigeliiflorus.